# Arrondissement de Molsheim
L'arrondissement de Molsheim est une division administrative française, située dans la circonscription administrative du Bas-Rhin sur le territoire de la collectivité européenne d'Alsace.

## Histoire
Par suite d'une volonté de l'État de réorganiser la carte des arrondissements en voulant prendre en compte les limites des EPCI, l'arrondissement a été redécoupé le 1er janvier 2015 en incluant des communes de l'arrondissement de Strasbourg-Campagne et de Saverne.

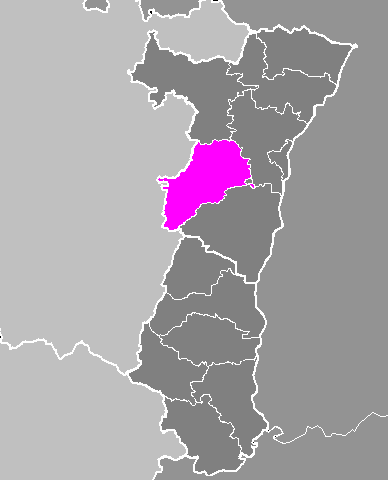
Frontières de l'arrondissement avant 2015.

## Composition

### Découpage cantonal depuis 2015
- canton de Molsheim
- canton de Rosheim
- canton de Saales
- canton de Schirmeck
- canton de Wasselonne

### Découpage communal depuis 2015
Depuis 2015, le nombre de communes des arrondissements varie chaque année soit du fait du redécoupage cantonal de 2014 qui a conduit à l'ajustement de périmètres de certains arrondissements, soit à la suite de la création de communes nouvelles. Le nombre de communes de l'arrondissement de Molsheim reste quant à lui inchangé depuis 2015 et égal à 77.
Au 1er janvier 2024, l'arrondissement groupe les 77 communes suivantes :
1. Altorf
2. Avolsheim
3. Balbronn
4. Barembach
5. Bellefosse
6. Belmont
7. Bergbieten
8. Bischoffsheim
9. Blancherupt
10. Bœrsch
11. Bourg-Bruche
12. La Broque
13. Colroy-la-Roche
14. Cosswiller
15. Crastatt
16. Dachstein
17. Dahlenheim
18. Dangolsheim
19. Dinsheim-sur-Bruche
20. Dorlisheim
21. Duppigheim
22. Duttlenheim
23. Ergersheim
24. Ernolsheim-Bruche
25. Flexbourg
26. Fouday
27. Grandfontaine
28. Grendelbruch
29. Gresswiller
30. Griesheim-près-Molsheim
31. Heiligenberg
32. Hohengœft
33. Jetterswiller
34. Kirchheim
35. Knœrsheim
36. Lutzelhouse
37. Marlenheim
38. Mollkirch
39. Molsheim
40. Muhlbach-sur-Bruche
41. Mutzig
42. Natzwiller
43. Neuviller-la-Roche
44. Niederhaslach
45. Nordheim
46. Oberhaslach
47. Odratzheim
48. Ottrott
49. Plaine
50. Rangen
51. Ranrupt
52. Romanswiller
53. Rosenwiller
54. Rosheim
55. Rothau
56. Russ
57. Saales
58. Saint-Blaise-la-Roche
59. Saint-Nabor
60. Saulxures
61. Scharrachbergheim-Irmstett
62. Schirmeck
63. Solbach
64. Soultz-les-Bains
65. Still
66. Traenheim
67. Urmatt
68. Waldersbach
69. Wangen
70. Wangenbourg-Engenthal
71. Wasselonne
72. Westhoffen
73. Wildersbach
74. Wisches
75. Wolxheim
76. Zehnacker
77. Zeinheim

## Démographie
En 2022, l'arrondissement comptait 104 667 habitants.
| 1968   | 1975   | 1982   | 1990   | 1999   | 2006   | 2011   | 2016    | 2021    |
| ------ | ------ | ------ | ------ | ------ | ------ | ------ | ------- | ------- |
| 69 818 | 73 845 | 78 409 | 82 992 | 92 569 | 95 474 | 95 474 | 103 633 | 104 391 |

| 2022    | - | - | - | - | - | - | - | - |
| ------- | - | - | - | - | - | - | - | - |
| 104 667 | - | - | - | - | - | - | - | - |

## Administration
Liste des sous-préfets de l'arrondissement
Première annexion allemande 1870-1918 : Kreisdirektor der Kreis Molsheim (créé le 15 décembre 1870)
- - Maximilian von Oberländer : 1872 à 1873
  - Karl Hippolyt von Ardenne: 1874 à 1877
  - Gundlach : 1880 à 1884
  - von Gagern : 1886 à 1888
  - Schwiersen : 1892 à 1898
  - Knüppel : 1901 à 1910
  - von Herren : 1911 à 1915

- Edmond Degay : 1919 à 1925
- Marcel Amade : 30 juin 1925 à 1929
- Flament : 1929 à 1930
- Pierre Barraud : 1930 à 1933
- René Paira : 11 octobre 1933 à 1936
- Georges Cathal : 1936 à 1940

Deuxième annexion allemande 1940-1945 : Kreisleiter der Kreis Molsheim
- - Edmund Nussbaum

- Roland Dissler : 11 mai 1945
- François Lechner : 20 juin 1950
- Pierre Espérandieu : 21 juin 1955
- Jean Philippe : 1er mars 1959 au 15 octobre 1961
- Henri Boulanger : 16 février 1969
- Jean Le Taillandier de Gabory : 21 juin 1969
- Georges Mazenot : 16 juillet 1970

- Bernard Le Menn : 18 décembre 1989
- Jean-Robert Lopez : 5 août 1992 (installé le 1er septembre 1992)
- Josiane Lecrigny : 25 août 1994
- Jean-Pierre Martin : 15 juillet 1996
- Philippe Levesque : 28 juillet 1998 (installé le 3 septembre 1998)
- Paul Coulon : 31 juillet 2003 (installé le 29 août 2003)
- Xavier Pelletier : 9 novembre 2007 (installé le 3 décembre 2007)
- Emmanuelle Bochenek-Puren : 25 mars 2009 (installée le 15 avril 2009)
- Dominique Laurent : 29 juillet 2011
- Mohamed Saadallah : 22 août 2013[5]